# Sofia Magdalena de Brandenburg-Kulmbach
Sofia Magdalena de Brandenburg-Kulmbach (28 noiembrie 1700 – 27 mai 1770) a fost regină a Danemarcei și Norvegiei, ca soție a regelui Christian al VI-lea al Danemarcei și al Norvegiei.

## Primii ani
S-a născut la Castelul Schonberg ca fiica lui Christian Heinrich, Margraf de Brandenburg-Bayreuth-Kulmbach și a soției sale, Contesa Sophie Christiane de Wolfstein. A fost doamnă de onoare a reginei Poloniei, Christiane Eberhardine de Brandenburg-Bayreuth, unde Christian a venit să-și aleagă o soție.
La 7 august 1721 s-a căsătorit cu Prințul Christian. Ca prințesă moștenitoare ea a trăit discret cu soțul ei: cuplul s-a opus celei de-a doua căsătorii a regelui. Adesea ea este considerată că a fost în spatele faptului că soțul ei și-a încălcat promisiunea de a respecta și proteja drepturile văduvei tatălui său, Anne Sophie Reventlow.

## Queen

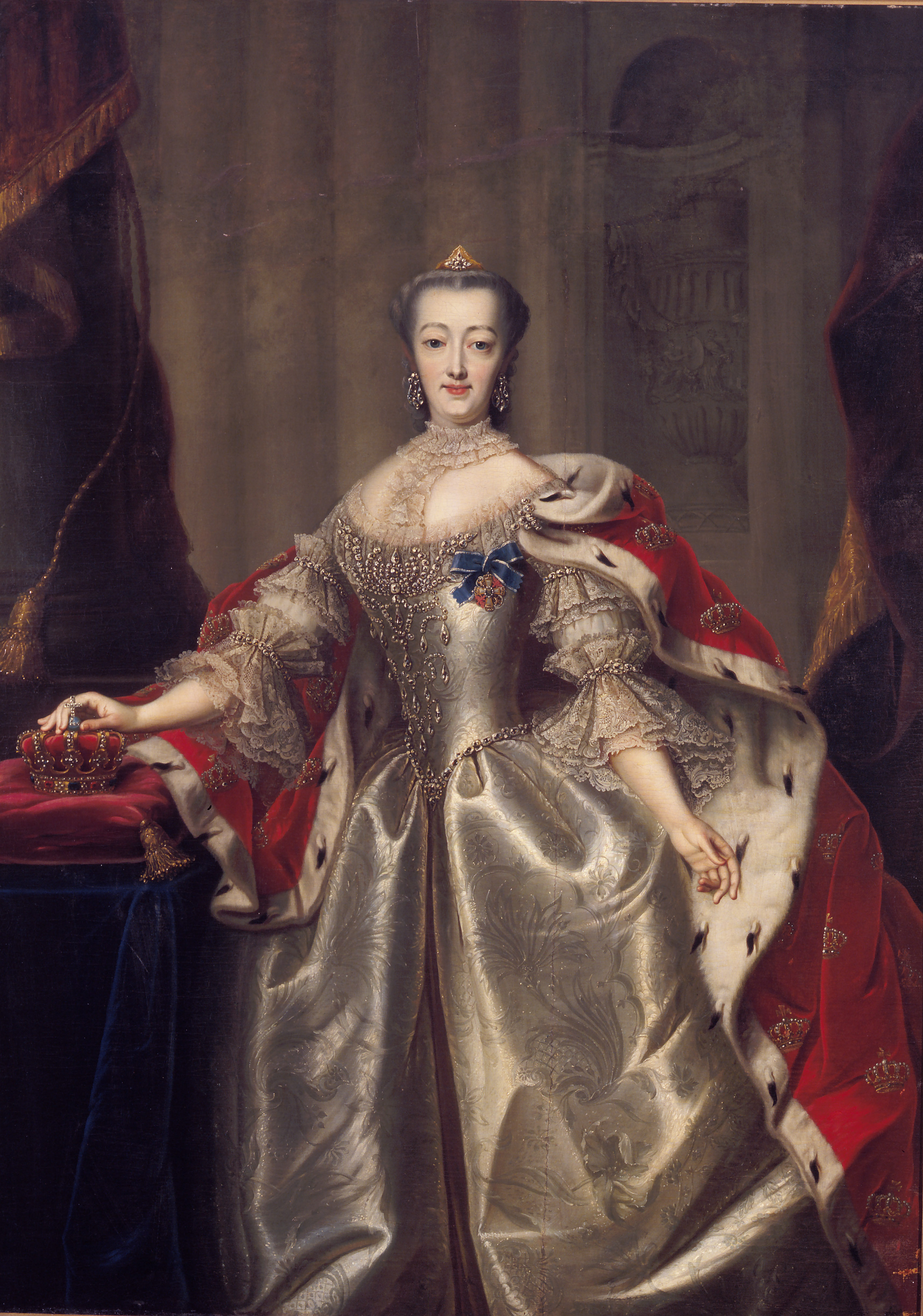
Sofia Magdalena de Brandenburg-Kulmbach.

A devenit regină a Danemarcei în 1730. Viața cuplului regal a fost armonioasă iar soțul ei a respectat-o și a avut încredere în ea dar Sofia Magdalena a fost nepopulară. A fost acuzată că a creat un fel de cerc în jurul Curții și a familiei regale. Era văzută ca fiind arogantă și mândră. Trecutul ei într-un mediu religios a influențat introducerea pietismului la Curte.
Deși Curtea era strictă era luxoasă. Regina a fost foarte interesată de lux, pompă, modă și bijuterii și cheltuia mari sume de bani pe lux într-o perioadă de sărăcie a țării. Mai târziu a fost criticată că nu s-a lepădat de germana chiar dacă limba și cultura germană erau domninante la Curte înainte de venirea ei la Curte. N-a învățat niciodată daneza. Anturajul ei german a primit poziții importante în defavoarea danezilor. Sora ei, Sofia Carolina de Brandenburg-Kulmbach a trăit la curtea daneză din 1740 și existau zvonuri că ar fi fost amanta regelui. 
În 1732 a înființat Ordinul Uniunii Perfecte acordat numai femeilor care aveau căsnicii fericite. În 1737 a fondat catedrala Vallö, o mănăstire de maici pentru nobile necăsătorite.
A construit Palatul Hirschholm unde a locuit după ce a devenit văduvă în 1746. A fost în termeni mai buni cu nepoții ei decât cu copiii ei. În timpul vizitei nepotului ei Christian, l-a răsfățat atât de tare încât, după aceea, a fost imposibilă înțelegerea cu el. Sofia Magdalena și-a petrecut ultimii ani având o sănătate precară sau, după cum s-a spus, în ipohondrie.
A murit la Palatul Christiansborg la vârsta de 69 de ani și a fost înmormântată la catedrala Roskilde. 